# Championnats d'Asie de cyclisme sur route 2025
Navigation
2024 2026
Les Championnats d'Asie de cyclisme sur route 2025 ont lieu du 7 au 16 février 2025 dans la Province de Phitsanulok en Thaïlande. Le championnat intègre également les 31e championnats asiatiques juniors et 13e championnats asiatiques de para-cyclisme

## Résultats des championnats

### Épreuves masculines
| Hommes - Élites  |                      |                          |                          |
| Course en ligne  | Lyu Xianjing         | Peerapol Chawchiangkwang | Jambaljamts Sainbayar    |
| Contre-la-montre | Yevgeniy Fedorov     | Dmitriy Gruzdev          | Feng Chun-kai            |
| Hommes - Espoirs |                      |                          |                          |
| Course en ligne  | Koki Kamada          | Temuulen Khadbaatar      | Fu Enqi                  |
| Contre-la-montre | Mohammad Al Mutaiwei | Muhammad Andy Royan      | Koki Kamada              |
| Hommes - Juniors |                      |                          |                          |
| Course en ligne  | Hon Man Yip          | Nabi Mirbagheri          | Thanapat Sakuntae        |
| Contre-la-montre | Nabi Mirbagheri      | Koshi Narita             | Dendra Aditama Purniawan |

### Épreuves féminines
| Femmes - Élites  |                    |                         |                 |
| Course en ligne  | Jutatip Maneephan  | Nguyễn Thị Thật         | Sze-wing Lee    |
| Contre-la-montre | Yanina Kuskova     | Safia Al Sayegh         | Tsuyaka Uchino  |
| Femmes - Espoirs |                    |                         |                 |
| Course en ligne  | Maho Kakita        | Nurul Nabilah Mohd Asri | Kasuga Watabe   |
| Contre-la-montre | Qing Zhao          | Maho Kakita             | Asal Rizaeva    |
| Femmes - Juniors |                    |                         |                 |
| Course en ligne  | Angelina Burenkova | Chih Yi Chu             | Syahla Syafiah  |
| Contre-la-montre | Samira Ismailova   | Mariya Yelkina          | Harshita Jakhar |

### Épreuves mixtes
| Élites                       | | | |
| Contre-la-montre par équipes | Kazakhstan- Yevgeniy Fedorov - Dmitriy Gruzdev - Anton Kuzmin - Anzhela Solovyeva - Rinata Sultanova - Makhabbat Umutzhanova  | Japon- Yukiya Arashiro - Mizuki Ikeda - Maho Kakita - Koki Kamada - Yūma Koishi - Tsuyaka Uchino                  | Hong Kong- Vincent Lau Wan-yau - Sze-wing Lee - Leung Wing Yee - Ching Ying Mow - Ng Pak-hang - Yang Qianyu                                       |
| Juniors                      | | | |
| Contre-la-montre par équipes | Ouzbékistan- Mukhriddin Safarov - Artur Streltsov - Samira Ismailova - Artur Streltsov - Roksana Xikmatova - Vitaliy Burlakov | Kazakhstan- Anna Proskurina - Mariya Yelkina - Angelina Burenkova - Almir Valiev - Murat Kuitenov - Kirill Chzhan | Thaïlande- Thanapat Sakuntae - Watcharaphong Sangkong - Peerawat Withidpanitphan - Suphannika Chantorn - Taniyaporn Singtong - Kawisara Umkamnerd |

## Tableau des médailles
| Rang  | Nation              | Or | Argent | Bronze | Total |
| ----- | ------------------- | -- | ------ | ------ | ----- |
| 1     | Kazakhstan          | 3  | 3      | 0      | 6     |
| 2     | Ouzbékistan         | 3  | 0      | 1      | 4     |
| 3     | Japon               | 2  | 3      | 3      | 7     |
| 4     | Chine               | 2  | 0      | 1      | 3     |
| 5     | Thaïlande           | 1  | 2      | 2      | 5     |
| 6     | Émirats arabes unis | 1  | 1      | 0      | 2     |
| 6     | Iran                | 1  | 1      | 0      | 2     |
| 8     | Hong Kong           | 1  | 0      | 2      | 3     |
| 9     | Indonésie           | 0  | 1      | 2      | 3     |
| 10    | Mongolie            | 0  | 1      | 1      | 2     |
| 11    | Malaisie            | 0  | 1      | 0      | 1     |
| 11    | Viêt Nam            | 0  | 1      | 0      | 1     |
| 13    | Inde                | 0  | 0      | 1      | 1     |
| 13    | Taipei chinois      | 0  | 0      | 1      | 1     |
| Total | Total               | 14 | 14     | 14     | 42    |